# Кутки (Воронезька область)
Кутки (рос. Кутки) — село у Грибановському районі Воронезької області Російської Федерації.
Населення становить 470 осіб (2010). Входить до складу муніципального утворення Кутковське сільське поселення.

## Історія
Населений пункт розташований у історичному регіоні Чорнозем'я.
За даними на 1859 рік у власницькому селі Оленій Кут (Кутки, Оленіно-Кут) Новохоперського повіту Воронізької губернії мешкало 909 осіб (449 чоловіків та 460 жінок), налічувалось 20 дворових господарств, діяла православна церква, поштова станція, відбувалось 4 ярмарки на рік.
Станом на 1886 рік у селі Троїцької волості Новохоперського повіту населення становило 818 осіб, налічувалось 103 двори, існували лавка та винокурний завод.
За переписом 1897 року кількість мешканців зросла до 954 осіб (452 чоловічої статі та 502 — жіночої), з яких 954 — православної віри.
За даними на 1900 рік населення зросло до 1114 осіб (560 чоловічої статі та 544 — жіночої), налічувалось 187 дворових господарств, існувало 2 громадські будівлі, діяли винна та 2 дріб'язкових лавки.
Від 1935 року належить до Грибановського району, спочатку в складі Центрально-Чорноземної області, а від 1934 року — Воронезької області.
Згідно із законом від 15 жовтня 2004 року входить до складу муніципального утворення Кутковське сільське поселення.

## Населення
| 2010 |
| ---- |
| 470  |